# Stressed Out (canción de Twenty One Pilots)
«Stressed Out» (En español: «Estresado») es una canción compuesta y grabada por el dúo estadounidense, Twenty One Pilots para su cuarto álbum de estudio, B̶l̶u̶r̶r̶y̶f̶a̶c̶e̶. 
«Stressed Out» fue estrenada mundialmente a través de YouTube el 27 de abril de 2015, siendo lanzada como sencillo en Google Play Store el mismo día, mientras empezó a tener su difusión en las estaciones de radio de los Estados Unidos, el 10 de noviembre de 2015. Alcanzó la segunda ubicación en el Billboard Hot 100, y encabezó las listas Alternative Songs,   Hot Rock Songs, Pop Songs y Adult Pop Songs de Billboard.  
El vídeo, dirigido por Mark C. Eshelman (Real Bear Media), recibió una nominación a Mejor Video Musical en los Alternative Press Music Awards 2016. También fue nominado a Video Musical Favorito en los Kids' Choice Awards 2017.

## Antecedentes
La canción se focaliza en la nostalgia de la infancia, la presión de la adultez, y las relaciones familiares, y habla desde el punto de vista de "Blurryface", el título que le da carácter al álbum. El verso "My name's Blurryface, and I care what you think" (en español: "Mi nombre es Blurryface, y me importa lo que piensas") es escuchado a lo largo de la canción, haciendo referencia a "Blurryface", personaje que representa las inseguridades del vocalista Tyler Joseph.

## Formato
| Descarga digital / streaming |                |          |  |
| N.º                          | Título         | Duración |  |
| 1.                           | «Stressed Out» | 3:26     |  |

| Descarga digital (Remix) |                                    |          |  |
| N.º                      | Título                             | Duración |  |
| 1.                       | «Stressed Out» (Dave Winnel Remix) | 4:23     |  |

## Personal

### Twenty One Pilots
- Tyler Joseph - voz, sintetizadores, piano, bajo eléctrico, programación
- Josh Dun - batería, percusión

### Otros
- Mike Elizondo - contrabajo, sintetizadores

## Posicionamiento en listas

### Semanales
| Listas (2015–2016)                            | Mejor posición |
| --------------------------------------------- | -------------- |
| Alemania (Offizielle Deutsche Charts)         | 3              |
| Australia (ARIA)                              | 2              |
| Austria (Ö3 Austria Top 40)                   | 2              |
| Bélgica (Flandes) (Ultratop 50)               | 3              |
| Bélgica (Valonia) (Ultratop 50)               | 7              |
| Canadá (Canadian Hot 100)                     | 3              |
| Dinamarca (Tracklisten)                       | 10             |
| Escocia (Scottish Singles Sales Chart)        | 8              |
| Eslovaquia (Rádio Top 100)                    | 5              |
| España (Top 100 Canciones)                    | 17             |
| España (Los 40 Principales)                   | 1              |
| Estados Unidos (Billboard Hot 100)            | 2              |
| Estados Unidos (Adult Contemporary)           | 17             |
| Estados Unidos (Adult Top 40)                 | 1              |
| Estados Unidos (Dance/Mix Show Airplay)       | 4              |
| Estados Unidos (Hot Rock & Alternative Songs) | 1              |
| Estados Unidos (Mainstream Top 40)            | 1              |
| Estados Unidos (Rhythmic)                     | 31             |
| Estados Unidos (Rock Airplay)                 | 1              |
| Finlandia (OFC)                               | 7              |
| Francia (SNEP)                                | 2              |
| Hungría (Single Top 40)                       | 11             |
| Irlanda (IRMA)                                | 5              |
| Israel (Media Forest)                         | 2              |
| Italia (FIMI)                                 | 7              |
| México (Billboard México Airplay)             | 1              |
| México (Billboard México Ingles Airplay)      | 1              |
| Noruega (VG-lista)                            | 6              |
| Nueva Zelanda (Recorded Music NZ)             | 5              |
| Países Bajos (Dutch Top 40)                   | 3              |
| Polonia (Polish Airplay Top 100)              | 1              |
| Reino Unido (UK Singles Chart)                | 12             |
| República Checa (Singles Digitál Top 100)     | 1              |
| Suecia (Sverigetopplistan)                    | 9              |
| Suiza (Schweizer Hitparade)                   | 2              |

### Anuales
| País           | Lista (2015)                       | Posición |
| -------------- | ---------------------------------- | -------- |
| Estados Unidos | Alternative Songs                  | 35       |
| Estados Unidos | Rock Songs                         | 12       |
| Perú           | Most Played 2015 Radio Doble Nueve | 1        |

### Certificaciones
| País           | Organismo certificador | Certificación | Ventas  | Ref.   |
| -------------- | ---------------------- | ------------- | ------- | ------ |
| Alemania       | BVMI                   | 3× Oro        | 600 000 | [ 48 ] |
| Australia      | ARIA                   | 3× Platino    | 210 000 | [ 49 ] |
| Austria        | IFPI Austria           | Platino       | 30 000  | [ 50 ] |
| Canadá         | Music Canada           | 3× Platino    | 240 000 | [ 51 ] |
| Estados Unidos | RIAA                   | Diamante      | 10 000  | [ 52 ] |
| Italia         | FIMI                   | 4× Platino    | 200 000 | [ 53 ] |
| Nueva Zelanda  | RMNZ                   | 2× Platino    | 30 000  | [ 54 ] |
| Reino Unido    | BPI                    | Oro           | 400 000 | [ 55 ] |
| Suiza          | IFPI Suiza             | 2× Platino    | 60 000  | [ 56 ] |

### Sucesión en listas
| Anterior: «First» de Cold War Kids         | Billboard Alternative Songs — Sencillo n.º 1 21 de noviembre de 2015 — 12 de febrero de 2016    | Siguiente: «Mess Around» de Cage the Elephant |
| Anterior: «Ex's & Oh's» de Elle King       | Billboard Rock Songs — Sencillo n.º 1 9 de enero de 2016 — 3 de mayo de 2016 10 de mayo de 2016 | Siguiente: «Purple Rain» de Prince            |
| Anterior: «Love Yourself» de Justin Bieber | Billboard Pop Songs — Sencillo n.º 1 19 de marzo de 2016                                        | Siguiente: «My House» de Flo Rida             |

## Historial de lanzamientos
| País           | Fecha                   | Formato                    | Discográfica    |
| -------------- | ----------------------- | -------------------------- | --------------- |
| Mundial        | 27 de abril de 2015     | Descarga digital Streaming | Fueled by Ramen |
| Estados Unidos | 10 de noviembre de 2015 | Difusión radial            | Fueled by Ramen |